# Kognitív idegtudomány
A kognitív idegtudomány egy tudományterület, amely a kogníció (megismerés) biológiai hátterének tudományos vizsgálatával foglalkozik, különös hangsúlyt fektetve a mentális folyamatok idegi alapjaira. Azt a kérdést járja körül, hogy a pszichológiai/mentális folyamatok miként jönnek létre az agyban, bizonyos neurális hálózatok által. A kognitív idegtudomány mind a pszichológiának, mind az idegtudománynak ága, olyan tudományágak közötti átfedésekkel, mint a fiziológiai pszichológia, kognitív pszichológia, és neuropszichológia. A kognitív idegtudomány felhasználja a kognitív tudomány elméleteit, társítva azokat a neuropszichológia, illetve a komputációs modell elmélet alapvetéseivel.
Multidiszciplináris természetének köszönhetően a kognitív idegtudós különféle szakterületről érkezhet. Az említett összekapcsolódó tudományágakon kívül lehet neurobiológus, biomérnök, pszichiáter, neurológus, fizikus, informatikus, nyelvész, filozófus vagy matematikus.
A kognitív idegtudományban alkalmazott eljárások magukba foglalják a pszichofizikától és kognitív pszichológiától kezdve a funkcionális képalkotás, az elektrofiziológia, a kognitív genomika és a viselkedésgenetika kísérleti paradigmáit. Agykárosodás következtében kognitív deficites betegeken végzett tanulmányok fontos aspektusát képezik a kognitív idegtudománynak. Elméleti megközelítései magukban foglalják az elméleti idegtudományt és a kognitív pszichológiát.
A kognitív idegtudomány úgy tud tekinteni bizonyos agykárosodásokra, mint az idegi kapcsolatokban bekövetkezett változások, melyek meghatározzák a gondolkodási folyamatokat. Továbbá tanulmányozza az idegrendszer fejlődésén alapuló kognitív képességeket alterülete, a kognitív fejlődés-idegtudomány által.

## Történelmi előzmények

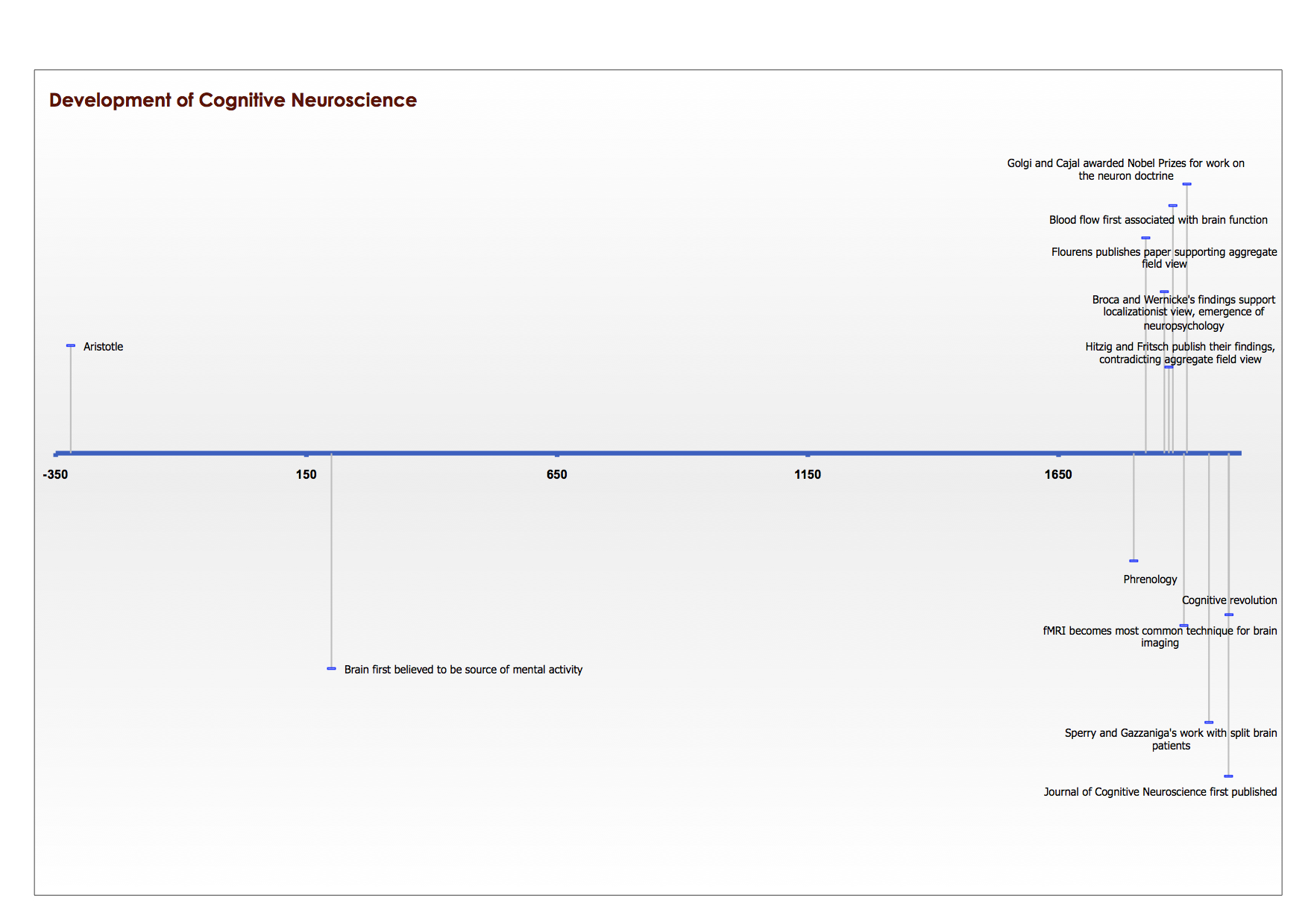
Az idővonal a kognitív idegtudomány létrejöttének legfontosabb állomásait mutatja.

### Kialakulásának alapjai
A kognitív idegtudomány egy interdiszciplináris tudományterület, amely elsősorban az idegtudományból, pszichológiából és számítástechnikából fejlődött ki. Számos állomása volt, mely alakította a kutatók megközelítéseit és így önálló tudományként kellően megalapozottá tette.
Jóllehet, a kognitív idegtudomány feladata, hogy meghatározza, hogy az agy miként hozza létre az elmét, történelmileg úgy fejlődött, hogy azt vizsgálta, hogy az agy bizonyos területe hogyan támogat egy bizonyos mentális képességet. A korai erőfeszítések azonban, melyek az agy felosztására irányultak, problematikusnak bizonyultak. Mivel a frenológiai mozgalomnak nem sikerült tudományos alapot hoznia az elméleteire, így elutasításra került. Az antilokalizációs szemlélet, vagyis hogy az agy minden területe részt vesz minden viselkedésben, az agyi képalkotások hatására szintén elutasításra került, ami Eduard Hitzig és Gustav Fritsch kísérleteivel kezdődött, és idővel olyan módszereken át fejlődött, mint a pozitronemissziós tomográfia (PET) és a funkcionális mágneses rezonancia-vizsgálat (fMRI). A neuropszichológia és a kognitív forradalom fontos fordulópontjai voltak a kognitív idegtudomány, mint önálló terület létrejöttében; olyan elképzeléseket és technikákat ötvözve, ami lehetővé tette, hogy a kutatók kapcsolatot találjanak a viselkedés és annak neurális alapjai között.

### Filozófiai eredete
A filozófusok mindig is érdeklődtek az elme iránt. Arisztotelész például azt gondolta, hogy az agy a testnek a hűtőrendszere és az intelligencia képessége a szívben található. Feltételezések szerint az első személy, aki ezt másként gondolta, a római orvos, Galénosz volt, a kr. u. 2. században, aki kijelentette, hogy az agy adja a mentális tevékenység alapját; jóllehet, ezt a gondolatot Alkmaiónnak is tulajdonítják. A pszichológia, mint a kognitív idegtudomány jelentős hozzájáruló területe, az elméről szóló filozófiai érvelésből nőtte ki magát.

### 19. század

#### Frenológia

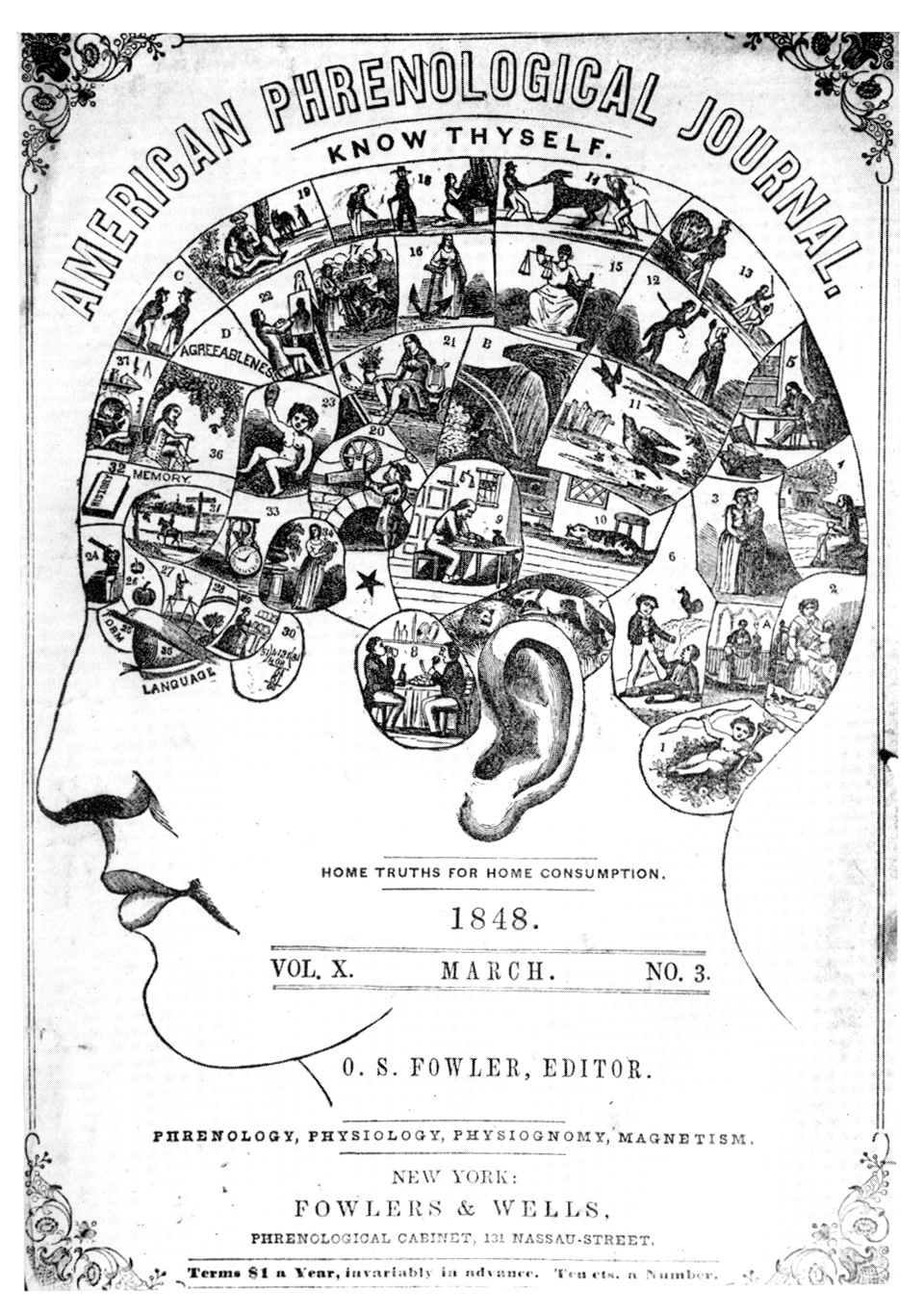
Az Amerikai Frenológiai Folyóirat egyik lapszámának borítója

A kognitív idegtudomány egyik előfutára a frenológia, egy áltudományos megközelítés, amely azt állította, hogy a viselkedést meg lehet határozni a fej formája alapján. A korai 19. században Franz Joseph Gall és Johann Gaspar Spurzheim úgy gondolták, hogy az emberi agy körülbelül 35 részre van osztva. Gall „Az idegrendszer általános fiziológiája és anatómiája és az agy részletei” című könyvében kijelentette, hogy ezeken a területeken belül egy-egy nagyobb kitüremkedés azt jelenti, hogy az agynak azon része gyakoribb használatnak van kitéve. Ez az elmélet jelentős figyelmet kapott, olyannyira, hogy megjelent a „Frenológiai Folyóirat”, valamint elkészültek a koponya jellegzetes formáit, kitüremkedéseit mérő eszköz, a frenométer. Bár a frenológia egy állandó résztvevője lett vásároknak és karneváloknak, a tudományos közösség széles körű támogatását nem élvezte. A leglényegesebb felmerülő kritika az volt, hogy az elméleteket nem sikerült empirikusan igazolni.

#### Lokalizációs szemlélet
A lokalizációs szemlélet a képességek jellemzői helyett elsősorban azzal foglalkozott, hogy a mentális képességek mennyiben köthetők bizonyos agyterületekhez, és azok miként mérhetőek. Európában végzett tanulmányok, például John Hughlings Jacksoné, ezt a nézetet támogatták. Jackson agykárosodott, különösen epilepsziás betegeket tanulmányozott. Felfedezte, hogy a páciensek az ismétlődő rohamaik során gyakran ugyanolyan klonikus-tonikus izomrángást produkálnak, ami arra engedte Jacksont következtetni, hogy ugyanazon az agyterületen jelennek meg minden alkalommal. Feltevése szerint bizonyos funkciók az agy adott területeire lokalizálódnak; ez a nézet döntő jelentőségű volt az agylebenyek későbbi megértéséhez.

#### Antilokalizációs felfogás
Az antilokalizációs szemlélet szerint az agy minden területe részt vesz az összes mentális tevékenységben. Pierre Flourens egy francia kísérleti pszichológus állatkísérleteinek eredményei alapján vitatta a lokalizációs megközelítést. Felfedezte, hogy nyulak és galambok kisagyának eltávolítása hatással van az izom-koordináció érzékelésére, és a galamboknál az összes kognitív funkció szétesett, miután a kisagyféltekék eltávolításra kerültek. Ebből kikövetkeztette, hogy az agykéreg, a kisagy és az agytörzs közös egységként funkcionálnak.  Megközelítését az a kritika érte, hogy az elvégzett tesztek nem voltak elég érzékenyek ahhoz, hogy esetlegesen jelenlévő szelektív deficiteket detektáljanak.

#### A neuropszichológia megjelenése
A mentális funkcióknak az agy különböző területeihez való összekapcsolására talán az első komoly kísérletet Paul Broca és Carl Wernicke hajtotta végre, elsősorban azáltal, hogy tanulmányozták a különböző agyterületen történt sérülések pszichológiai funkciókra gyakorolt hatásait. 1861-ben a francia neurológus, Broca találkozott egy emberrel, aki értette ugyan a nyelvet, de nem tudott beszélni. A férfi csak annyit tudott kimondani, hogy „tan”. Később felfedezték, hogy az illető a bal frontális lebenyén szenvedett sérülést, amelyet azóta már Broca-területnek neveznek. Wernicke német neurológus pedig olyan páciensre figyelt fel, aki folyékonyan tudott beszélni, ámde nem értelmesen. A beteg agya stroke következtében sérült, és nem értette a beszélt vagy írott nyelvet. A bal parietális és temporális lebenyek találkozásánál volt károsodása, amit ma már Wernicke-területnek hívnak. Ezek az esetek, melyekből az derült ki, hogy a különböző léziók különböző viselkedési változásokat okoznak, erősen támogatták a lokalizációs szemléletet.

#### Az agy feltérképezése
Két német orvos, Hitzig és Fritsch 1870-ben publikálta az állatok viselkedésével kapcsolatos eredményeiket. Elektromos áramot futtattak végig kutyák agykérgében, így összehúzódásra bírva különböző izmokat, attól függően, hogy az agy melyik részét stimulálták. Ez ahhoz a feltételezéshez vezetett, hogy eltérő funkciók az agy különböző területein lokalizálódnak, és nem a cerebrum egészére, mint ahogy azt az antilokalizációs nézet állította. Az agy feltérképezésének Korbinian Brodmann szintén jelentős alakja volt, aki Franz Nissl sejtfestési technikáját alkalmazva, az agyat 52 területre osztotta fel.

#### Agyi képalkotás
Az újabb képalkotó eljárások, különösen az fMRI és PET később lehetővé tették a kutatók számára, hogy a kognitív pszichológia kísérleti stratégiáit alkalmazva megfigyeljék az agyi funkciókat. Jóllehet, ezek viszonylag újfajta módszernek számítanak, ami a technológiák nagy részét illeti, ám a főbb alapelvek az 1870-es évekig nyúlnak vissza, amikor is a véráramlást először kötötték össze agyi működésekkel. Angelo Mosso, egy 19. századi olasz pszichológus a felnőtt agy vérellátásának lüktetését monitorozta, a betegek koponyáján létrehozott üregen keresztül. Észrevette, hogy bizonyos tevékenységek, például matematikai számítások elvégzése közben, az agy lüktetése lokálisan megnövekedett. Megfigyelései alapján Mosso azt a következtetést vonta le, hogy az agy véráramlása követi a funkciók végrehajtását.

### 20. század

#### A kognitív forradalom előzménye
A 20. század eleji amerikai gondolkodást a pragmatizmus határozta meg, amely a behaviorizmust fogadta el a pszichológia elsődleges irányvonalaként. John B. Watson kulcsfigurája volt az S-R pszichológia (stimulus-response; inger-válasz) szemlélet képviselőjének. Állatkísérletei során a viselkedés bejósolhatóságára és kontrollálhatóságára törekedett. A behaviourizmus végül megbukott, mivel nem tudott valószerű pszichológiai magyarázatot adni az emberi cselekvésekre és gondolatokra – túlságosan is fizikai fogalmakkal igyekezett magyarázni olyan jelenségeket, mint például a memória és gondolkodás. Ez elvezetett a gyakran kognitív forradalomként említett jelenséghez.

#### Neurontan
A korai 20. században Santiago Ramón y Cajal és Camillo Golgi a neuronok szerkezetén kezdtek el dolgozni. Golgi kifejlesztett egy bizonyos ezüstfestési eljárást, amellyel teljes mértékben meg lehet festeni egy adott terület néhány idegsejtjét. Ez elvezette őt ahhoz a feltételezéshez, hogy a neuronok közvetlenül kapcsolódnak egymással egy citoplazmán belül. Cajal vitatta ezt a nézetet, miután megfestette az agy bizonyos területeit, és felfedezte, hogy a neuronok különálló sejtek. Cajal továbbá felismerte, hogy a sejtek az elektromos impulzusokat a sejttesttől távolodva, egy irányba közvetítik. Golgi és Cajal 1906-ban fiziológiai és orvostudományi Nobel-díjat kaptak munkásságukért.

### Közép-késő 20. század
A 20. század számos eredménye tovább fejlesztette a tudományterületet, így például az okuláris dominancia oszlopok felfedezése, az állatokon történt egysejtes vizsgálatok és a szem- és fejmozgások koordinációja. A kísérleti pszichológia szintén jelentős volt a kognitív idegtudomány megalapozásában. Kiemelten fontos eredmény volt például, hogy egyes feladatok végrehajtása különálló feldolgozási folyamatok során jönnek létre, nagy szerepet játszottak a figyelmi funkciókról szóló tanulmányok, valamint az az elképzelés, hogy a viselkedéssel kapcsolatos adatok nem hordoznak elég információt önmagukban ahhoz, hogy megmagyarázzák a mentális folyamatokat. Ennek eredményeképpen néhány kutató pszichológus hozzálátott a viselkedés neurális alapjainak vizsgálatához. Wilder Penfield műtétek közben a betegek agykérgét stimulálta, és ez alapján összeállította az agy elsődleges szenzoros és motoros területeinek térképét. Sperry és Gazzaniga az 1950-es években hasított agyú betegeken végzett munkássága szintén nagy jelentőséggel bírt a terület fejlődésében.

## Egy új tudományág megjelenése

### A kognitív tudomány születése
1956. szeptember 11-én egy nagyméretű kognitivista találkozót rendeztek a Massachusettsi Műszaki Egyetemen (MIT). George A. Miller bemutatta „A bűvös hetes szám, plussz/minusz kettő” című tanulmányát, Noam Chomsky és Newell és Simon pedig ismertették számítástechnikával kapcsolatos felismeréseiket. Ulric Neisser az eseményen bemutatott számos megállapításhoz fűzött magyarázatot 1967-es Kognitív pszichológia című könyvében. A „pszichológia” kifejezés kezdett eltűnni az 1950-es, 1960-as években, azt eredményezve, hogy a területet kognitív tudományként kezdték emlegetni. Behaviorista tudósok, mint például Miller, az általános viselkedés helyett inkább a nyelvi reprezentációra kezdtek összpontosítani. David Marr arra következtetett, hogy egy kognitív folyamat megismeréséhez három szinten kell vizsgálni a jelenségeket: komputációs, algoritmikus/reprezentációs és fizikai szinten.

### Az idegtudomány és kognitív tudomány egyesülése
Az 1980-as évek előtt a két tudomány interakciója meglehetősen csekély volt. A „kognitív idegtudomány” kifejezés az 1970-es évek végéről, George Millertől és Michael Gazzanigatól származik. A kognitív idegtudomány integrálni kezdte a kognitív tudomány újonnan lefektetett elméleti alapjait, melyek az 50-es 60-as években jelentek meg, a kísérleti pszichológia, a neuropszichológia és az idegtudomány megközelítéseivel. A 20. század legvégére kifejlesztett technológiák segítségével mára már a kutatások alapvető eszköztárában szerepel a TMS (1985) és az fMRI (1991). A korábbi módszerek az EEG (humán EEG 1920) és MEG (1968) alkalmazását tartalmazták. A kognitív idegtudósok időnként egyéb eljárásokat is (például PET, SPECT) alkalmaznak. Egy jelenleg fejlődő technológia az NIRS, amely a fényelnyelés alapján számolja az egyes agyterületekben bekövetkező oxy- és deoxyhemoglobin szint változásait. Bizonyos állatoknál alkalmazhatóak az egysejtes vizsgálatok, más eljárások pedig magukban foglalják a mikroneuronográfia, a faciális elektromiográfia (EMG), és a szemmozgás-követéses vizsgálatokat. Az „integratív idegtudomány” megkísérli a különféle adatbázisok adatainak egyesítését, és az eltérő területekről származó (biológiai, pszichológiai, anatómiai, és klinikai gyakorlatból származó) modellek egységes leírását.

## Újabb irányzatok
Napjainkban az újabb kutatások fókusza, az egyszerűen alkalmazható technológiák segítségével, kiterjedt a különböző specifikus funkciókkal bíró agyterületek vizsgálatáról számos egyéb irányba, ilyen például a REM alvás monitorozása poligráffal, amely eszközzel rögzíteni lehet az agyi elektromos aktivitást alvás közben is.
A beavatkozás-mentes agyi képalkotó eljárások, és az adatok összekapcsolt elemzése lehetővé teszi a meglehetősen valóságos körülmények (ingerek, feladatok) között történő tanulmányozást, így például a társas interakciók jellegzetes képi ábrázolását, bizonyos kognitív idegtudományi kutatásokban.

## Fordítás
Ez a szócikk részben vagy egészben  a   Cognitive neuroscience című angol Wikipédia-szócikk fordításán alapul.  Az eredeti cikk szerkesztőit annak laptörténete sorolja fel. Ez a jelzés csupán a megfogalmazás eredetét és a szerzői jogokat jelzi, nem szolgál a cikkben szereplő információk forrásmegjelöléseként.